# Yves Rossy
Yves Rossy, född 1959, är en schweizisk pilot och uppfinnare som är känd för sin raketdrivna flygplansvinge som bärs som en ryggsäck och förmår att ge användaren en hastighet på cirka 200 kilometer i timmen i upp till sex minuter. Rossy har även uppnått hastigheter i upp mot 300 km/h vid en flygning 2008. 